# Salahuddin di Selangor
Il capitano Salahuddin Abdul Aziz (Kuala Langat, 8 marzo 1926 – Kuala Lumpur, 21 novembre 2001) è stato sultano di Selangor dal 1960 al 2001 e Yang di-Pertuan Agong della Malaysia dal 1999 al 2001.

## Primi anni di vita
Tengku Abdul Aziz Shah nacque nel palazzo di Istana Bandar Temasya a Kuala Langat l'8 marzo 1926, figlio maggiore del sultano Hisamuddin e della sua consorte reale Tengku Ampuan Jemaah.
Ricevette l'educazione primaria alla Pengkalan Batu Malay School di Klang dal 1934. Dal 1936, approfondì i suoi studi al Malay College Kuala Kangsar fino al 1941 quando cominciò la seconda guerra mondiale. Dopo il conflitto, nel 1947, si recò in Inghilterra per studiare presso la Scuola di Studi Orientali e Africani dell'Università di Londra per due anni.
Al suo ritorno in patria, servì presso il Dipartimento della funzione pubblica come allievo ufficiale. In seguito lavorò come ispettore scolastico per otto anni.
Nel 1952, frequentò un corso di breve termine al Malay Military Troop di Port Dickson per sei mesi ed venne incaricato nella Queen Commission con il grado di capitano. In seguito fu promosso al grado di maggiore.

## Regno

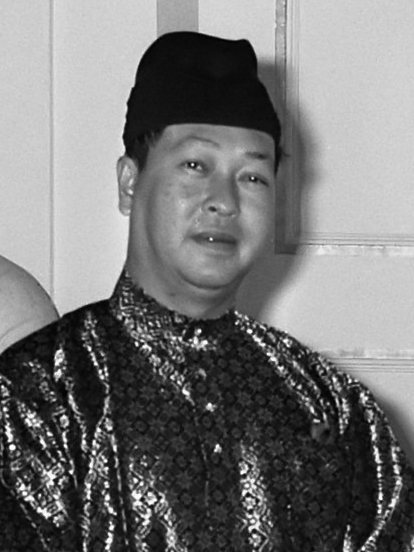
Il sultano ricevuto insieme alla moglie nel Palazzo Soestdijk dalla regina Giuliana dei Paesi Bassi il 7 luglio 1965.

Salahuddin Abdul Aziz Shah venne nominato Tengku Laksamana di Selangor il 1º agosto 1946 e poi Raja Muda (principe ereditario) di Selangor il 13 maggio 1950.
Il 3 settembre 1960, qualche giorno dopo la morte del padre divenne l'ottavo sultano di Selangor con il titolo Salahuddin Abdul Aziz Shah. Fu incoronato il 28 giugno 1961.
Il 1º febbraio 1974 Salahuddin firmò la cessione di Kuala Lumpur al governo centrale per formare un territorio federale. Il sultano pianse dopo la firma essendo egli molto affezionato e orgoglioso della città, ma dichiarò di averlo fatto per il bene della Malesia. L'arco Kota Darul Ehsan fu eretto lungo la strada principale, al confine tra Kuala Lumpur e Selangor, per commemorare l'evento nel 1981.
Il monarca fu uno dei fondatori di Shah Alam, la nuova capitale dello stato nel 1978. Egli disse che il Selangor, per diventare uno stato moderno, avrebbe avuto bisogno di una nuova capitale. Klang divenne la capitale dello stato dopo la cessione di Kuala Lumpur. Molti edifici e strade a Shah Alam gli sono state intitolate.
Il 26 aprile 1984 Salahuddin venne nominato comandante in capo della Marina militare malese al posto della posizione di colonnello in capo della Forza Aerea malese che ricopriva dal 1966.
Salahuddin aveva il grado di maresciallo della Forza Aerea Malese, maresciallo dell'Esercito malese e ammiraglio della flotta della Marina Militare come da disposizioni costituzionali. Ciò lo ha reso il secondo ufficiale militare reale a diventare comandante in capo delle forze armate.

## Yang di-Pertuan Agong
Salahuddin di Selangor fu eletto undicesimo Yang di-Pertuan Agong il 26 aprile 1999. Venne investito ufficialmente l'11 settembre successivo.
La cessione di Putrajaya, che un tempo era parte del territorio di Selangor, al governo centrale per diventare un territorio federale si è verificò durante il suo regno come re supremo, nel 2001. Gli fu poi dedicata la via principale della città.

## Vita personale
Salahuddin Abdul Aziz Shah si sposò sei volte.
La sua prima moglie era una cugina, Raja Nur Saidatul Ihsan binti Tengku Bendahara Badar, da cui avrebbe poi divorziato. Dal matrimonio nacquero:
- Tengku Né Halija;
- Tengku Idris Shah, poi sultano;
- Tengku Puteri Sofiah;
- Tengku Panglima Diraja Sulaiman Shah;
- Tengku Puteri Zahariah (Ku Yah);
- Tengku Fatimah;
- Tengku Panglima Besar Abdul Samad;
- Tengku Puteri Arafiah;
- Tengku Puteri Aishah.

Dalla seconda moglie, Che Maheram bint Muhammad Rais, ebbe:
- Tengku Indra Setia Ahmad Shah.

Dalla sua consorte reale, Tengku Ampuan Rahimah bint Sultan Abdul Aziz Shah, morta nel 1993 prima della sua elezione a Yang di-Pertuan Agong, ebbe:
- Tengku Puteri Né Marina;
- Tengku Puteri Né Zehan.

Dalla quinta, Sharifa Salmah, non ebbe figli.
La sua ultima moglie, la borghese Tuanku Siti Aishah binti Abdul Rahman servì come Raja Permaisuri Agong. Essendo di cinquanta anni più giovane di lui, fu anche la più giovane ad occupare quell'ufficio, avendo al momento dell'elezione del marito ventinove anni. Da questa unione non sono nati figli.

## Hobby e interessi
Salahuddin Abdul Aziz Shah fu un appassionato sportivo. Il suo interesse per il golf era ben noto all'interno e all'esterno del paese. Il sultano amava anche la vela, la collezione di auto d'epoca, l'allevamento di animali e la cura delle orchidee. Gli piaceva anche visitare i paesi stranieri per ampliare la sua conoscenza ed esperienza.

## Morte
Dopo aver regnato, come Yang di-Pertuan Agong, per due anni e sei mesi, morì presso il Gleneagles Intan Medical Centre di Kuala Lumpur alle 11.57 del 21 novembre 2001. Soffriva di insufficienza reale ed era sottoposto a dialisi. Due mesi prima della morte, aveva inoltre subito un intervento al cuore per il posizionamento di un pacemaker da cui non si era mai ripreso pienamente. Il giorno dopo, fu sepolto nel Mausoleo Reale vicino alla Moschea del sultano Sulaiman a Klang.

## Onorificenze[8]

### Onorificenze malesi
Personalmente è stato insignito dei titoli di: